# Höglunda, Ragunda kommun
Höglunda är en småort i Stuguns distrikt (Stuguns socken) i Ragunda kommun i Jämtlands län.